# NGC 2591
NGC 2591 est une galaxie spirale vue par la tranche et située dans la constellation de la Girafe. NGC 2591 a été découverte par l'astronome prussien Heinrich d'Arrest en 1866.

## Caractéristiques
Sa vitesse par rapport au fond diffus cosmologique est de 1 345 ± 4 km/s, ce qui correspond à une distance de Hubble de 19,8 ± 1,4 Mpc (∼64,6 millions d'al).
À ce jour, 19 mesures non basées sur le décalage vers le rouge (redshift) donnent une distance de 20,389 ± 2,236 Mpc (∼66,5 millions d'al), ce qui est à l'intérieur des valeurs de la distance de Hubble.
La classe de luminosité de NGC 2591 est III-IV et elle présente une large raie HI.

## Groupe de NGC 2655
NGC 2591 fait partie du groupe de NGC 2655. Les autres galaxies de ce groupe sont NGC 2715, NGC 2748 de même que les galaxies UGC 4466, UGC 4701 et UGC 4714. Cinq de ces huit galaxies sont aussi indiquées sur le site de Richard Powell, « Un Atlas de L'univers ».